# 黃鶴樓送孟浩然之廣陵
《黃鶴樓送孟浩然之廣陵》，為唐朝诗人李白在黄鹤楼送別好友孟浩然時所作的詩。

## 背景
开元十五年（727年），李白东游，在湖北安陆小住了一段时间。在此处他结识了长十二岁的孟浩然。两人互相欣赏，并结为挚友。
开元十八年（730年）三月，李白得知孟浩然要去广陵，便托人带信，约孟浩然在黄鹤楼会面（故址在今湖北武昌西黄鹤矾上）。孟浩然如约来此，与李白一起小住数日。待孟浩然乘船东下时，李白亲自送他到江边，有感而发，写下了此送别诗。

## 內容
|  | 故人西辭黃鶴樓， 煙花三月下揚州。 孤帆遠影碧山盡， 唯見長江天際流。 |

### 語譯
老朋友告別了黃鶴樓，
將在百花盛開的三月去揚州。
他的孤船慢慢地遠離，隱沒在碧山中，
只看見長江向天際流著。